# Death at a Funeral
Death at a Funeral (br Morte no Funeral; pt Morte num Funeral) é um filme neerlando-teuto-américo-britânico de 2007, gênero comédia, dirigida por Frank Oz.

## Sinopse
Uma família se reúne para o enterro do patriarca e vários episódios inesperados acontecem, dentre eles, um anão desconhecido que tenta chantagear a família em troca de manter um segredo do pai falecido.

## Elenco
- Matthew Macfadyen... Daniel
- Alan Tudyk... Simon
- Keeley Hawes... Jane
- Andy Nyman... Howard
- Ewen Bremner... Justin
- Daisy Donovan... Martha
- Jane Asher... Sandra
- Kris Marshall... Troy
- Rupert Graves... Robert
- Peter Vaughan... Tio Alfie
- Thomas Wheatley... Reverendo
- Peter Egan... Victor
- Peter Dinklage... Peter

## Recepção
O Metacritic, que usa uma média ponderada, atribuiu ao filme uma pontuação de 67 em 100, baseado em 30 críticos, indicando críticas "geralmente favoráveis".